# 횔더 연속 함수
해석학에서 횔더 연속 함수(Hölder連續函數, 영어: Hölder-continuous function)는 두 점 사이의 거리를 일정 거듭제곱 이상으로 증가시키지 않는 함수이다. 립시츠 연속 함수의 개념의 일반화이다.

## 정의
다음 데이터가 주어졌다고 하자.
- 두 로비어 공간 {\displaystyle (X,d_{X})}, {\displaystyle (Y,d_{Y})}
- 음이 아닌 실수 {\displaystyle \alpha \in [0,\infty )}

임의의 함수 {\displaystyle f\colon X\to Y}가 다음 조건을 만족시킨다면, {\displaystyle f}가 {\displaystyle \alpha }-횔더 연속 함수라고 한다.:254, §5.1
- 모든 {\displaystyle x,x'\in X}에 대하여, {\displaystyle d_{Y}(f(x),f(x'))\leq Cd_{X}(x,x')^{\alpha }}인 {\displaystyle C>0}가 존재한다.

만약 임의의 함수 {\displaystyle f\colon X\to Y}가 다음 조건을 만족시킨다면, {\displaystyle f}가 국소 {\displaystyle \alpha }-횔더 연속 함수(영어: locally {\displaystyle \alpha }-Hölder-continuous function)라고 한다.
- 임의의 콤팩트 집합 {\displaystyle K\subseteq X} 및 {\displaystyle x,x'\in K}에 대하여, {\displaystyle d_{Y}(f(x),f(x'))\leq C_{K}d_{X}(x,x')^{\alpha }}인 {\displaystyle C_{K}>0}가 존재한다.

임의의 함수 {\displaystyle f\colon X\to Y} 및 {\displaystyle \alpha \in \mathbb {R} _{\geq 0}}에 대하여, {\displaystyle \alpha }-횔더 반노름(영어: {\displaystyle \alpha }-Hölder seminorm)을 다음과 같이 정의하자.:254, §5.1
{\displaystyle \|f\|_{\mathrm {H{\ddot {o}}} ,\alpha }=\sup _{x,x'\in X\;d(x,x')>0}{\frac {d_{Y}(f(x),f(x')}{(d_{X}(x,x'))^{\alpha }}}\in [0,\infty ]}
즉, 어떤 함수가 {\displaystyle \alpha }-횔더 연속 함수인 것은 유한한 {\displaystyle \alpha }-횔더 반노름을 갖는 것과 동치이다.
{\displaystyle \alpha }-횔더 연속 함수들의 공간을 {\displaystyle {\mathcal {C}}^{0,\alpha }(X,Y)}로 표기하자. 이 위에는 {\displaystyle \alpha }-횔더 반노름을 주어 위상 공간으로 만들 수 있다.

## 성질
0-횔더 연속 함수는 유계 함수이며, 1-횔더 연속 함수는 {\displaystyle C}-립시츠 연속 함수이다. 임의의 {\displaystyle \alpha >0}에 대하여, {\displaystyle \alpha }-횔더 연속 함수는 연속 함수이다. (그러나 물론 유계 함수는 연속 함수가 아닐 수 있다.)

### 포함 관계
만약 {\displaystyle X}가 콤팩트 공간이라고 하자. 그렇다면,
{\displaystyle X}의 지름이 유한하며,
임의의 {\displaystyle 0<\alpha \leq \beta <\infty }에 대하여, 자연스러운 포함 사상
{\displaystyle {\mathcal {C}}^{0,\beta }(X,Y)\subseteq {\mathcal {C}}^{0,\alpha }(X,Y)}
이 존재한다. 즉, 다음이 성립한다.
{\displaystyle \|f\|_{0,\alpha }\leq \operatorname {diam} (X)^{\beta -\alpha }\|f\|_{0,\beta }}
따라서, 위 포함 관계는 연속 함수이자 사실 작용소 노름이 {\displaystyle \operatorname {diam} (X)^{\beta -\alpha }} 이하인 유계 작용소이다. 또한, 아르첼라-아스콜리 정리에 의하여, {\displaystyle {\mathcal {C}}^{0,\beta }(X,Y)}에서의 유계 집합은 {\displaystyle {\mathcal {C}}^{0,\alpha }(X,Y)}에서의 상대 콤팩트 집합이다.

## 예
함수
{\displaystyle [0,1/2]\to \mathbb {R} }
{\displaystyle x\mapsto {\begin{cases}0&x=0\\1/\ln x&x>0\end{cases}}}
를 생각하자. 이는 연속 함수이며 (정의역이 콤팩트 공간이므로) 균등 연속 함수이지만, 0 근처에서 매우 가파르게 감소하므로 임의의 {\displaystyle \alpha <\infty }에 대하여 {\displaystyle \alpha }-횔더 연속 함수가 되지 못한다.
임의의 {\displaystyle 0<\beta <\infty }에 대하여, 함수
{\displaystyle \mathbb {R} \to \mathbb {R} }
{\displaystyle x\mapsto x^{\beta }}
는 {\displaystyle 0<\alpha \leq \beta }에 대하여 {\displaystyle \alpha }-횔더 연속 함수이지만, {\displaystyle \alpha >\beta }일 경우 {\displaystyle \alpha }-횔더 연속 함수가 아니다.

### 페아노 곡선
전사 {\displaystyle 1/2}-횔더 연속 함수
{\displaystyle [0,1]\to [0,1]^{2}}
가 존재한다. 즉, 이는 페아노 곡선의 일종이다. 그러나 {\displaystyle \alpha >1/2}의 경우, 전사 {\displaystyle \alpha }-횔더 연속 함수 {\displaystyle [0,1]\to [0,1]^{2}}는 존재할 수 없다.

## 역사
오토 횔더가 1882년 박사 학위 논문에서 도입하였다.

## 같이 보기
- 립시츠 연속 함수